# Verywell
Verywell é um site que fornece informações sobre saúde e bem-estar para profissionais de saúde. Foi lançado em 26 de abril de 2016 como uma propriedade de mídia de About.com (atualmente Dotdash) e sua primeira marca autônoma. Seu conteúdo é criado por 120 especialistas em saúde e revisado por médicos certificados.
Verywell é um site vertical voltado para a saúde. Em março de 2017, atingiu 17 milhões de usuários únicos nos EUA a cada mês.

## História
About.com lançou o Verywell como sua primeira propriedade de mídia autônoma em 26 de abril de 2016. O site pegou cerca de metade do conteúdo de saúde já presente no mesmo, mas o material foi atualizado e tornou-se mais fácil de ler e navegar. O site contratou o Dr. David L. Katz como seu primeiro consultor médico sênior. Verywell lançou uma parceria com a Clinica Cleveland em agosto de 2016, ajudando a promover o conteúdo do portal de informações de saúde do consumidor da clínica. A segunda fase da parceria, lançada em janeiro de 2017, teve como foco a disponibilização de recursos para médicos e médicas.
Em maio de 2017, About.com havia se transformado em Dotdash, uma marca de mídia abrangente de seis sites verticais distintos e especializados ("destinos de conteúdo"). Enquanto Verywell tratava de saúde, os outros tratavam de viagens, aprendizado, administração de dinheiro, decoração de casas e tecnologia.